# 9523 Torino
A 9523 Torino (ideiglenes jelöléssel 1981 EE1) a Naprendszer kisbolygóövében található aszteroida. Henri Debehogne és Giovanni de Sanctis fedezte fel 1981. március 5-én.